# 布魯克斯維爾 (摩根縣)
布魯克斯維爾（英語：Brooksville）是一個位於美國阿拉巴馬州摩根縣的非建制地區。該地的面積和人口皆未知。

## 地理
布魯克斯維爾的座標為34°30′03″N 86°51′18″W / 34.50083°N 86.85500°W，而該地的平均海拔高度為248米（即814英尺）。